# Xenicus
Xenicus és un gènere de petits ocells de la família dels acantisítids (Acanthisittidae). Aquest moixons són endèmics de Nova Zelanda.

## Llistat d'espècies
Se n'han descrit dues espècies, una d'elles extinta:
- Xenicus longipes - Acantisita de matollar. Extint.
- Xenicus gilviventris - Acantisita roquera.